# Lega Nazionale B (calcio a 5)
La Lega Nazionale B è la terza e ultima divisione del campionato svizzero maschile di calcio a 5.

## Storia
È sorta nella stagione 2012 dopo l'inserimento della Swiss Futsal Premier League come massima divisione.

### Denominazioni
- dal 2012: Lega Nazionale B

## Partecipanti stagione 2012-2013

### Gruppo 1
- FC La Chaux-de-Fonds
- FC Concordia Futsal
- FC Silva
- Futsal Club Nyon-La Côte Ritirata
- US Genève-Ville
- FC Grandson-Tuileries
- Lancy FC
- US Terre Sainte Futsal

### Gruppo 2
- Ajax Fribourg Futsal
- Futsal Team Fribourg Old Fox III
- Futsal Minerva II
- Mobulu Futsal UNI Bern 2
- Red Bobcats Futsal UNI FR
- FC Schoenberg
- FC Transmontano Moudon
- Uni Futsal Team Bulle 2

### Gruppo 3
- Futsal Team Baar
- CIS Marigona II
- Futsal Team Thun
- Futsal Club Luzern
- KMF Kraljevo
- MNK Kuna Futsal Küssnacht
- Olympique Basel
- FC Solothurn U21 Futsal

### Gruppo 4
- GSC Aarau
- BSFC One Way Wohlen
- Cinfaes FC
- Club Futsal Freiamt
- Futsal Brugg
- US Giubiasco Futsal
- Jester 04 Baden
- Menzo Fantaboys

### Gruppo 5
- US Avellino Zurigo
- Dübendorfer Futsal Verein
- BSC Jona SG B
- Pfäffiker Futsalverein Zürich
- SPVGG Züri 86
- FC Stäfa Red Devils
- Urban Futsal Zürich
- GSV Zürich

### Gruppo 6
- Atletico Zurigo
- Concordia Schaffhausen
- Futsal Club Internazionale
- BSC Jona SG A
- FC Neckertal-Degersheim
- FC Schmerikon
- Futsalclub Wald
- Züri Flash

## Albo d'oro
- 2013: US Terre Sainte Futsal, Uni Futsal Team Bulle, Futsal Team Thun, US Giubiasco Futsal, Dübendorfer Futsal Verein, Futsal Club Internazionale
- 2014: FC La Chaux-de-Fonds, Ajax Fribourg Futsal, MNK Kuna Futsal Küssnacht, Club Futsal Wohlen, Urban Futsal Zürich, BSC Jona SG A
- 2015: in corso